# Papa Silvestru I

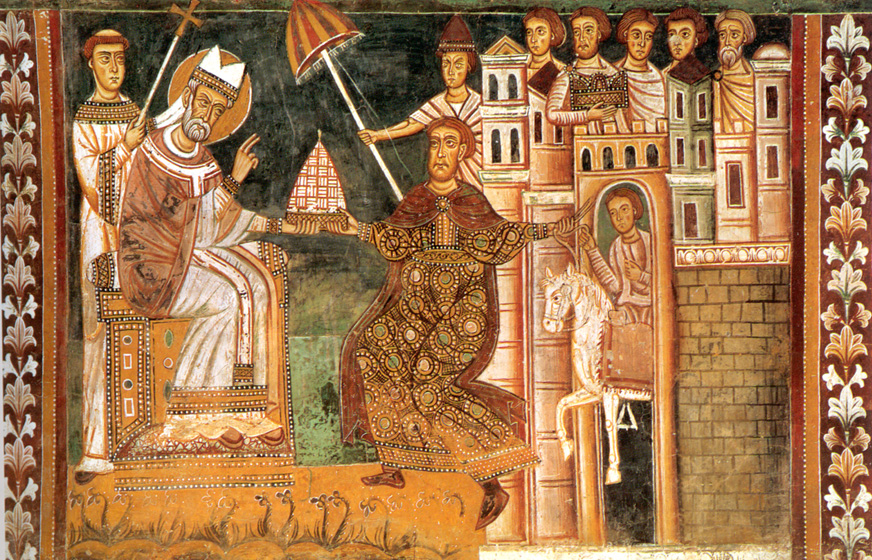
Papa Silvestru I și împăratul Constantin cel Mare

Silvestru I (n. secolul al III-lea d.Hr., Roma, Imperiul Roman – d. 31 decembrie 335 d.Hr., Roma, Imperiul Roman) a fost papă al Romei din 314 și până în 335. Conform legendei, papa Silvestru l-a vindecat pe împăratul Constantin cel Mare de lepră și l-a botezat. În spațiul central-european (de limbă germană, polonă, cehă, maghiară etc.) petrecerea de revelion este numită Silvester, după numele sfântului zilei de 31 decembrie. Legenda botezării împăratului Constantin de către episcopul roman Silvestru I a fost respinsă de cercetătorii istoriei bisericești, care au considerat-o un fals menit „a modifica memoria istorică a botezului arian primit de împărat la sfârșitul vieții sale și a-i atribui, în schimb, un botez inechivoc ortodox”.

## Viața
Despre sfântul papă Silvestru I se cunosc foarte puține date, afară de faptul că a condus Biserica Romei din anul 314, ca urmaș al sfântului Miltiade și până în anul 335; un pontificat de lungă durată, care a mers paralel cu domnia împăratului Constantin cel Mare (306-337), într-o perioadă de mare importanță pentru Biserică. Prin Edictul de la Milano (312) persecuțiile au luat sfârșit și s-a început organizarea vieții bisericești, operă la care Constantin cel Mare a avut o contribuție însemnată. Împăratul, crescut în vechea tradiție romană, se considera că este reprezentantul legitim al divinității, prin urmare și al Dumnezeului creștinilor și, ca atare, îi revine dreptul să supravegheze Biserica; el nu a renunțat niciodată să folosească titlul de «pontifex maximus». Papa Silvestru I a dovedit o înțelegere adâncă a lucrurilor și o viziune largă, respectând bunele intenții ale împăratului față de credința creștină și acceptând inițiativele luate de el.

## Conciliul de la Niceea
Constantin cel Mare, și nu Papa Silvestru, a convocat în anul 314 Conciliul care a potolit o schismă izbucnită în Africa și, în anul 325, a convocat primul Conciliu Ecumenic din istorie - Conciliul de la Niceea, în Bitinia, locuința de vară a împăratului. La acest prim Conciliu Ecumenic s-a stabilit Crezul de la Niceea și a fost condamnată erezia lui Arie de Alexandria, Papa Silvestru nu a putut lua parte «din pricina vârstei sale înaintate», dar a trimis ca reprezentanți pe Episcopul Osius din Cordoba împreună cu doi preoți - Vitus si Vincentius.
În timpul pontificatului Papei Silvestru, Episcopii din Occident, adunați în Conciliul de la Arles au stabilit principiul conform căruia validitatea sacramentelor nu depinde de sfințenia celui ce le conferă; Episcopii din Orient, în conciliul de la Ancira (în prezent, Ankara), au hotărât admiterea la Sfânta Împărtășanie a tuturor celor ce se pocăiesc cu adevărat, oricare ar fi fost păcatele săvârșite.

## Papa Silvestru și împăratul Constantin
Buna înțelegere între papa Silvestru și împăratul Constantin a dus la o mare dezvoltare a construirii lăcașurilor de cult. Istoricul contemporan lor, Eusebiu din Cezareea, scrie: «Noi care ne-am pus toată speranța în Cristos eram cuprinși de o bucurie de nedescris și pe fețele tuturor strălucea un fel de veselie divină, când vedeam cum reînviau ca după o îndelungă și ucigătoare boală toate lăcașurile care cu puțin mai înainte fuseseră ruinate de impietatea tiranilor; și multe temple se ridicau din nou, de la pământ până în înaltul cerului, strălucind de curățenie și frumusețe cu mult mai mult decât cele ce au fost dărâmate» (Historia ecclesiastica X, l-3).
Conform legislației romane, distrugerea unui cimitir constituia un «sacrilegium», o profanare, și numai «pontifex maximus» avea dreptul să decidă soarta cimitirelor. Constantin cel Mare, folosind calitatea de «pontifex maximus», a hotărât desființarea și acoperirea cu pământ a unui cimitir de pe colina Vaticană, pentru a se ridica o mare bazilică pe locul unde fusese înmormântat Sfântul Petru. Colaborării strânse între împărat și papa Silvestru se datorează și construirea altor două mari bazilici romane, Bazilica Sfântul Paul din afara Zidurilor și Bazilica Sfântul Ioan din Lateran.
Pentru a-și putea arăta simpatia față de papa Silvestru, Constantin i-a dăruit Palatul Lateran, care de atunci a fost timp de multe secole locuința papilor. Sfântul Silvestru a murit în anul 335, nemulțumit  că nu a putut să-l convingă pe Constantin cel Mare să primească botezul, deoarece acesta dorea să fie botezat aproape de ziua morții, pentru a se prezenta în fața lui Dumnezeu cu sufletul curat. Cartea «Deposito episcoporum», scrisă în 354, notează că papa Silvestru a fost înmormântat la 31 decembrie, în Catacombe di Priscilla de pe Via Salaria.

## Nume
Numele personal Silvestru, foarte rar folosit astăzi, reproduce numele latin Silvester, care provine din transformarea în nume proprii, a adjectivului silvester - silvic, de pădure, pădurean. Cuvântul «Silvester» derivă de la «silva = pădure», de la care se trag și numele proprii: Silvia, Silviu. În limba română există mai multe variante, fie ca prenume, fie ca nume de familie: Silivestru, Silăvăstru, Selevestru, Sălăvăstru. Chipul venerabil al sfântului Papă Silvestru I, întâlnit la sfârșitul unui an și începutul Anului Nou, ca un cunoscător adânc al pădurii care este viața omenească, ne amintește cu blândețe taina anilor mulți și fericiți: «Să-l iubești pe Domnul Dumnezeul tău din toată inima ta, din tot sufletul tău și din tot cugetul tău. Aceasta este cea mai mare și cea dintâi poruncă. A doua este asemănătoare acesteia: Să-l iubești pe aproapele tău ca pe tine însuți» (Matei 22, 38-40).

## Varia
Biserica Sfântul Silvestru din București îi poartă numele.

## Sărbători
- în calendarul romano-catolic: 31 decembrie
- în calendarul ortodox: 2 ianuarie (mai demult 31 decembrie)